# 高高村 (章丘市)
高高村是中华人民共和国山东省济南市章丘市水寨镇所辖的一个行政村。总人口446，其中男性229人，女性217人；农业户口444人，非农业人口2人；18岁以下人口113人，18-35岁人口93人，35-60岁人口174人，60岁以上人口66人（2006年）。耕地面积65公顷（2006年）。行政区划代码370181106215。